# Juan Sánchez Sotelo
Juan Ignacio Sánchez Sotelo (n. 2 octombrie 1987, Avellaneda, Argentina) este un fotbalist argentinian care evoluează în prezent la Club Olimpo. De-a lungul carierei a mai evoluat la Racing Club și la Rapid.